# Balthasar Hille
Balthasar Hille, uváděný též jako Balzer či Baltzer Hille, byl německý stavitel období baroka. Pocházel z hornolužického Budyšína, na konci 17. století však žil v saském Neustadtu. Od 80. let 17. století do první dekády 18. století působil v Horní Lužici, Sasku a na lipovském panství ve Šluknovském výběžku, kde pracoval pro hraběnku Marii Margarethu Slavatovou (1643–1698) a poté i její dceru Marii Agnes Salm-Reifferscheidtovou (1674–1718). Při přestavbě kostela svatého Mikuláše v Mikulášovicích nalezl 19. května 1695 ve výkopu pozdně gotickou hliněnou sošku Panny Marie s Ježíškem (uložená v Oblastním muzeu v Děčíně).

## Dílo
- 1687 – oprava opevnění v Budyšíně
- 1687 – plány pro obnovu vyhořelého kostela Panny Marie a svaté Marty v Budyšíně
- 1691–1695 – výstavba kostela svatého Šimona a Judy v Lipové
- 1692 – oprava starého zámku v Lipové
- 1694–1695 – přestavba kostela svatého Mikuláše v Mikulášovicích
- 1697 – oprava mostu u starého zámku v Lipové
- konec 17. století – stavební úpravy kostela svatého Bartoloměje ve Velkém Šenově
- 1701–1703 – výstavba hřbitovního kostela v Bad Schandau
- 1708–1709 – oprava vyhořelého kostela svatého Jana v Bad Schandau

## Galerie

Stavby Balthasara Hilleho
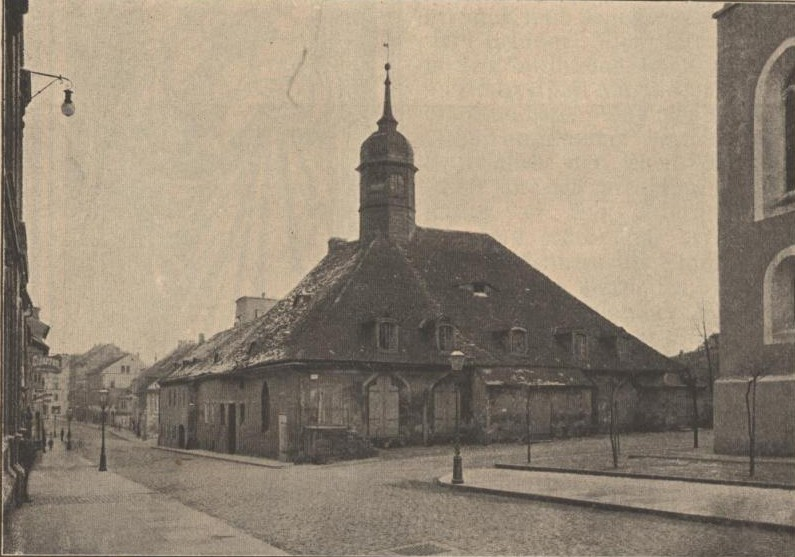
Kostel Panny Marie a svaté Marty v Budyšíně
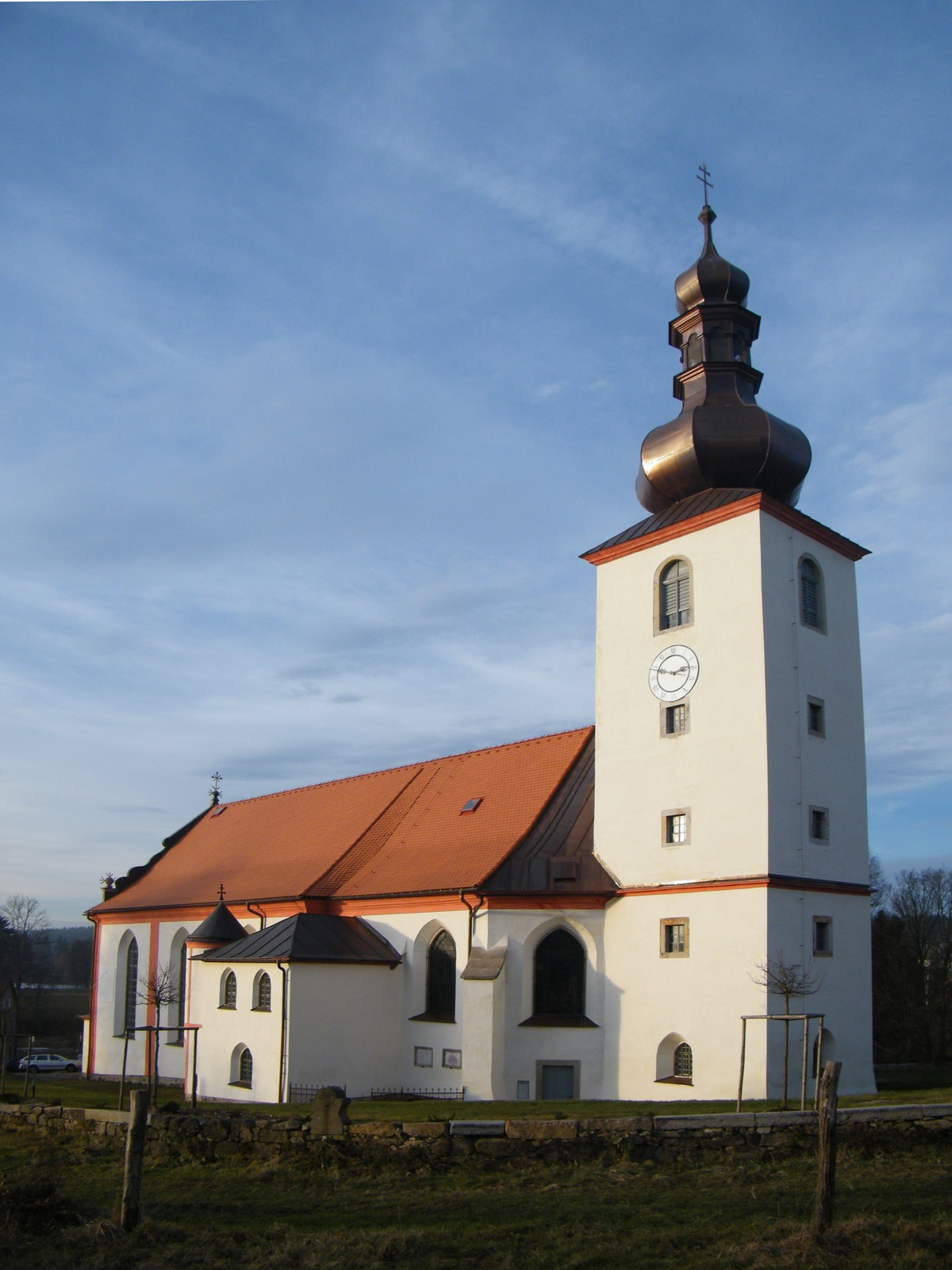
Kostel svatého Šimona a Judy v Lipové
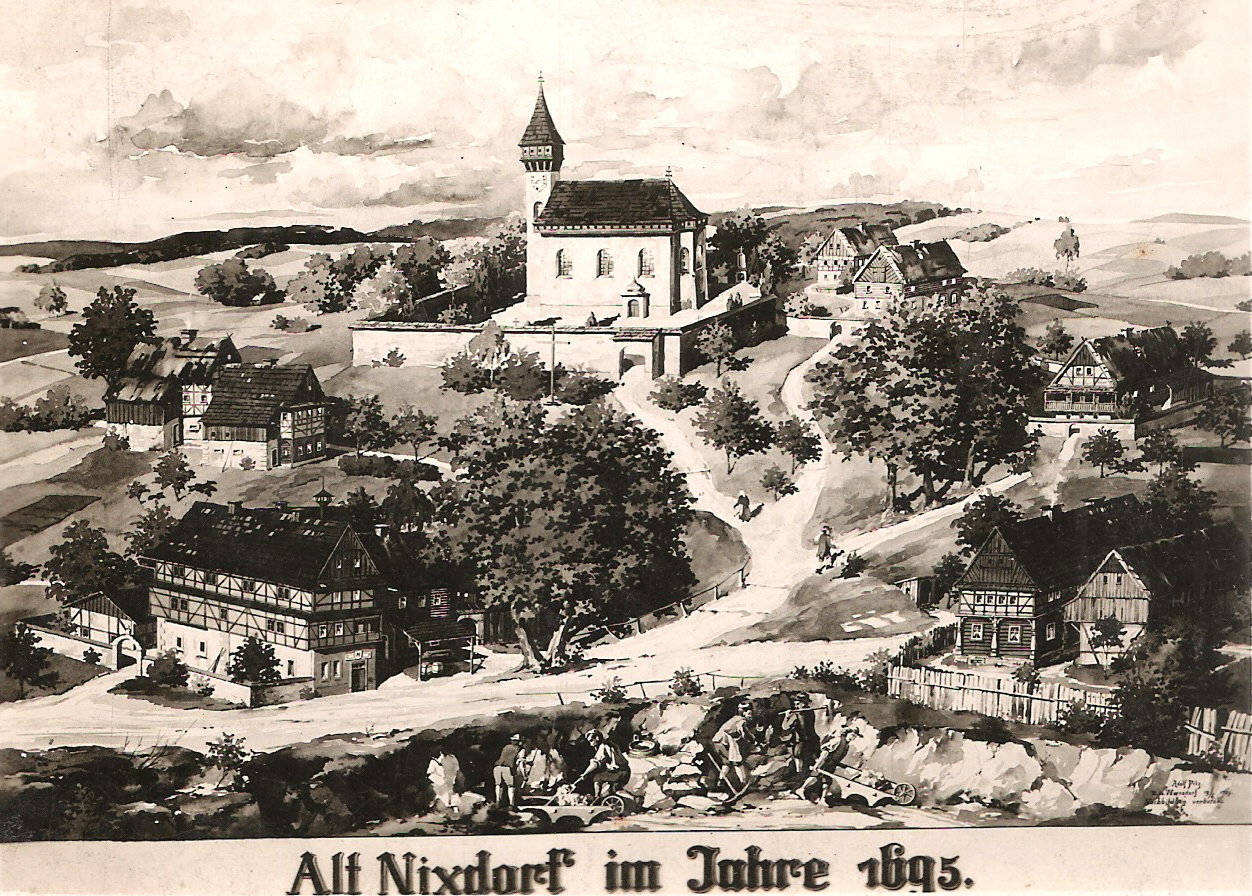
Kostel svatého Mikuláše v Mikulášovicích
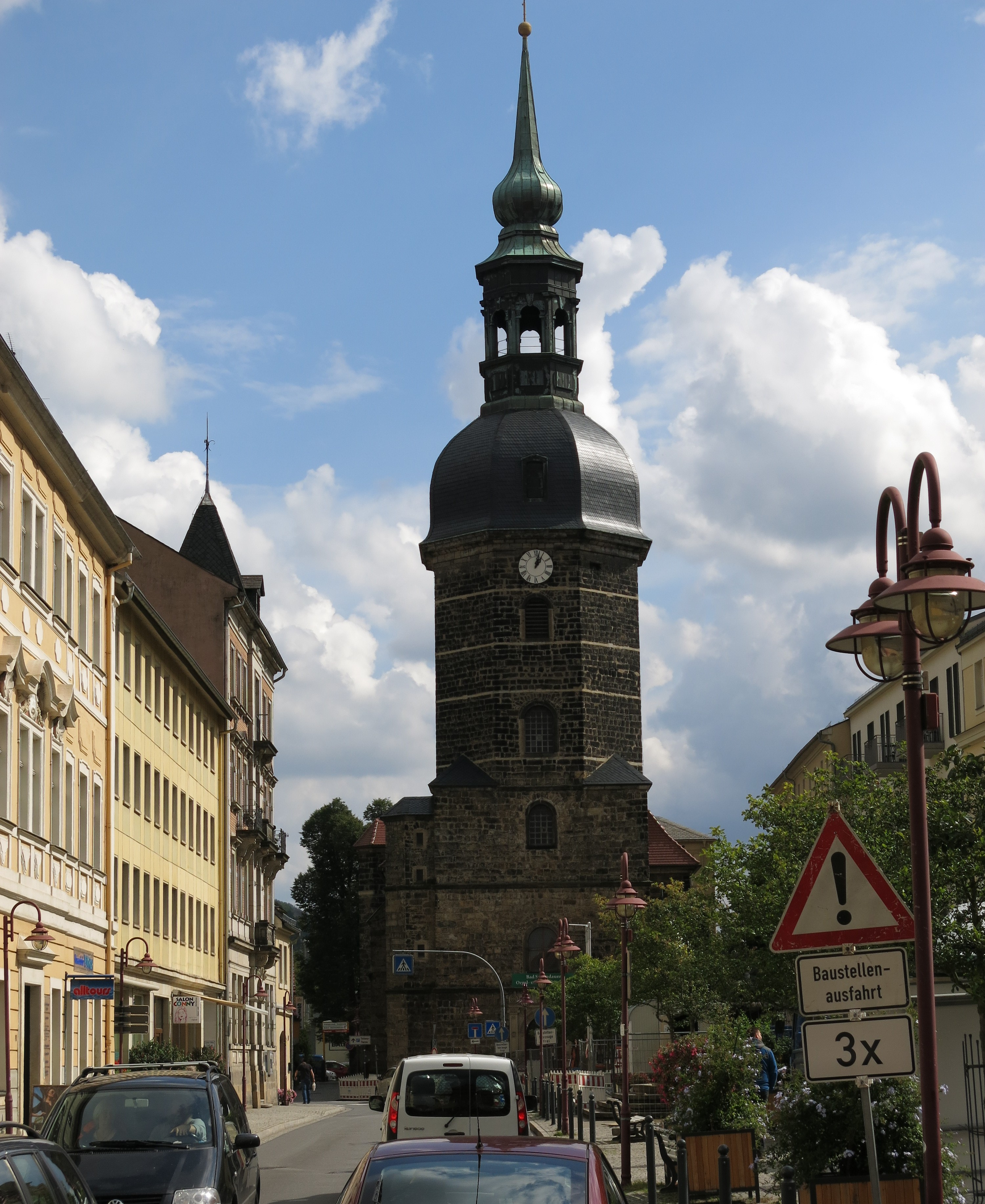
Kostel svatého Jana v Bad Schandau